# 种地吧
《种地吧》是由爱奇艺、蓝天下传媒出品，海西传媒、遥望科技联合出品的劳作纪实互动真人秀，由蒋敦豪、鹭卓、李耕耘、李昊、赵一博、卓沅、赵小童、何浩楠、陈少熙、王一珩组成“种地小队”,现“十个勤天”。
节目组选拔10位年轻人组成“种地小队”，在190天时间内踏踏实实地耕耘起142.8亩土地，他们从播下一颗种子开始参与劳作全部过程，带领观众一同见证稻谷发芽、生长、抽穗、灌浆直至收获的全过程。
第一季节目于2023年2月4日起在爱奇艺独播。第二季于2024年2月23日起播出。第三季于2025年2月28日起播出。

## 节目形式
节目邀请10位年轻人组成“种地小队”，记录他们在杭州西湖区三墩镇的142亩土地上，190天时间里，播种、灌溉、施肥、收获，真实运营农场，直播带货自负盈亏创立农夫集市等全过程。
第二季中“十个勤天”的农田总面积增加至约450亩，相较上一年翻了三倍。另外，少年们在隔壁村租借了约10亩地的玻璃大棚及30亩的人工湖。在第一季已有的冬小麦、玫瑰花等产业上，又扩充了油菜花、草莓、郁金香、小龙虾等多个项目。
第三季中“十个勤天”除了继续在后陡门精耕细作，也走出后陡门前往中国各地探索不同地区的特色农业，寻找更多助农惠农的可能。这其实也是少年们在《你好，种地少年》第二季时，所设立下的一个目标，“哪里需要种地，十个勤天就去哪里种”。实现在增长自己技能和涨知识的同时，用自己的力量发现更多兴农共富的可能，让更多优质的农业被大家看见。
每季节目除了在爱奇艺平台播出外，成员们都会分别在微博和抖音进行直播。周一至周五进行日常打卡直播，让“禾伙人”进行“云监工”，周六下午进行生活直播。

## 播出信息
| #      | 播出平台 | 播出日期        | 播出时间               | 备注               |
| ------ | -------- | --------------- | ---------------------- | ------------------ |
| 第一季 | 爱奇艺   | 2023年2月4日起  | 每周四、周六 中午12:00 | 正片播出           |
| 第一季 | 爱奇艺   | 2023年2月4日起  | 每周日 中午12:00       | VIP会员 独享加更版 |
| 第二季 | 爱奇艺   | 2024年2月23日起 | 每周五、周六 中午12:00 | 正片播出           |
| 第二季 | 爱奇艺   | 2024年2月23日起 | 每周日 中午12:00       | VIP会员 独享加更版 |
| 第二季 | 江苏卫视 | 2024年3月17日起 | 每周日 晚上21:20       | 正片播出           |
| 第三季 | 爱奇艺   | 2025年2月28日起 | 每周五、周六 中午12:00 | 正片播出           |
| 第三季 | 爱奇艺   | 2025年2月28日起 | 每周日 中午12:00       | VIP会员 独享加更版 |
| 第三季 | 江苏卫视 | 2025年3月16日起 | 每周日 晚上21:20       | 正片播出           |

## 节目成员

### 种地小队[3]、后陡门男孩[註 1]（十个勤天董事部[4]）
| 姓名                     | 生日           | 職業                     | 備註                                              |
|                          |                |                          |                                                   |
| ------------------------ | -------------- | ------------------------ | ------------------------------------------------- |
| 蒋敦豪                   | 1995年5月21日  | 歌手、旅行新蜜蜂乐队主唱 | 十个勤天董事长 养殖组组长 老大                    |
| 鹭卓 本名：路卓豪        | 1995年11月24日 | 歌手、ZERO-G成员         | 十个勤天董事会成员 种植组组长 老二                |
| 李耕耘 本名：李命镪      | 1996年7月15日  | 演员                     | 十个勤天董事会成员 基建组组长 老三                |
| 李昊 本名：李镓壕        | 1997年7月2日   | 歌手、演員               | 十个勤天财务部兼宣部传部部长CFO 李导 老四         |
| 赵一博                   | 1998年11月6日  | 演员                     | 十个勤天秘书部部长 老五                           |
| 卓沅 本名：张钥沅        | 1999年6月16日  | 歌手、ZERO-G成员         | 十个勤天总经理CEO 老六                            |
| 赵小童                   | 1999年12月20日 | 演員                     | 十个勤天后勤部部长 老七                           |
| 何浩楠 Viyo 本名：何懿峻 | 2000年11月6日  | 歌手                     | 十个勤天监事 老八                                 |
| 陈少熙 本名：陈波翰      | 2002年12月3日  | 演员                     | 十个勤天公关部长 水产部总经理 老九                |
| 王一珩 OneSD             | 2004年8月27日  | 歌手                     | 十个勤天保卫科长 安全技术顾问/创意总监 老十、老幺 |

## 节目列表

### 第一季
| 期數            | 節目標題                                        | 主題              | 嘉賓(种地助力团)                                     | 備註                                                   |
| --------------- | ----------------------------------------------- | ----------------- | ---------------------------------------------------- | ------------------------------------------------------ |
| 超前            | 年轻人为什么要种地 挑战自我感受土地的魅力       |                   |                                                      |                                                        |
| 第1期上         | 种地团热血奋战稻田 要强男孩赵小童开收割机被骂   |                   |                                                      |                                                        |
| 第1期下         | 种地团抢收水稻翻车不断 蒋敦豪收村里小狗当义子   | 不违农时          |                                                      |                                                        |
| 第2期 -生活特辑 | 张绍刚被疯狂薅羊毛 兄弟团和打谷机杠上了         |                   | 张绍刚、麦家                                         | 、                                                     |
| 第3期           | 兄弟团暴雪天挖建排水渠 挖掘机组秸秆还田全军覆没 | 靠天吃饭          |                                                      |                                                        |
| 第4期           | 猛男天团雨夜搬运30吨化肥 赵一博李耕耘挖沟起争执 | 肥抢先 种抢天     |                                                      | 第4期加更版 蒋敦豪“用脸坐车” 李耕耘赵一博赏罚分明      |
| 第5期 -生活特辑 | 龚俊庞博搬空超市 徐志胜成团队少年感担当         |                   | 龚俊、庞博、徐志胜、小佳                             |                                                        |
| 第6期           | 猛男团给142亩地手撒化肥 无人机播种震撼全员      | 种下好晴天        |                                                      | 第6期加更版 挖掘机三人组陷沟通怪圈 李昊拍雪景大片      |
| 第7期 -生活特辑 | 徐志胜手扛100斤叫板猛男 蒋敦豪爆笑摇人          |                   | 龚俊、庞博、徐志胜、小佳                             |                                                        |
| 第8期           | 兄弟团断粮后集体下厨房 李耕耘贴地砖超废腰       | 兴家路漫漫        |                                                      | 第8期加更版 激情狼人杀戏超多 李昊神模仿鹭卓卓沅吵架    |
| 第9期           | 全员放烟花庆新年 张绍刚带烤全羊犒劳种地团       | 冬月里来有新年儿  | 张绍刚                                               |                                                        |
| 第10期          | 兄弟团为新公司命名 蒋敦豪赵一博何浩楠满山捉鸡   | 十个晴天          |                                                      | 第10期加更版 厨房漏烟逼疯大厨 鹭卓卓沅陈少熙爆笑拖车   |
| 第11期          | 徐志胜被蒋敦豪赵一博PUA 全家总动员忽悠呼兰投资  | 后陡门合伙人      | 徐志胜、呼兰                                         |                                                        |
| 第12期          | 全员搬运4000盆玫瑰 呼兰徐志胜变身天使投资人     | 带刺的玫瑰        | 徐志胜、呼兰                                         | 第12期加更版 徐志胜呼兰买年货 赵小童篮球赛大杀四方     |
| 第13期          | 蒋敦豪赵一博搭羊棚崩溃 “种地三傻”大闹玫瑰棚     | 全是领导          |                                                      |                                                        |
| 第14期          | 唐九洲黄新淳何浩楠负重45斤施肥 蒋敦豪寻发财方位 | 来都来了          | 唐九洲、黄新淳                                       | 第14期加更版 蒋敦豪叫赵一博唐僧 陈少熙鹭卓满大棚赶鸟   |
| 第15期          | 猛男团热血营救被淹麦苗 卓沅鹭卓爆发激烈争吵     | 都是大雨惹的祸    |                                                      |                                                        |
| 第16期          | 种地团年会表演唱跳俱佳 宋木子之歌洗脑来袭       | 欢天喜地过小年    | 张绍刚、麦家、大锁、合文俊、宋木子、葛秋谷           | 第16期加更版 宋木子大锁被强行要投资 猛男团喜提昆虫身份 |
| 第17期          | 李耕耘卓沅赵小童变身剪枝狠人 赵一博养鸡出师不利 | 春回 回村         |                                                      |                                                        |
| 第18期          | 徐志胜带何广智视察产业 蒋敦豪晋升成“羊爸爸”     | 欣欣然 立春到     | 徐志胜、何广智                                       | 第18期加更版 李耕耘卓沅拯救濒死百香果 赵小童改造厨房   |
| 第19期          | 小羊越狱逼疯蒋敦豪赵一博 李耕耘拯救“种植三傻”   | 羊羊得意          |                                                      |                                                        |
| 第20期          | 王祖蓝做粤菜犒劳种地团 李昊猛男变空虚公子       | 农家多是日复日    | 王祖蓝、唐九洲、邓孝慈                               | 第20期加更版 养殖组“比武”魂穿古偶 鹭卓被槽克所有人     |
| 第21期          | 养殖组连夜修羊棚 卓沅陈少熙仪式感求天晴         | 鸡飞狗跳          |                                                      |                                                        |
| 第22期          | 赵一博李耕耘意外车抛锚 鹭卓为蒋敦豪作诗打气     | 办法总比困难多    |                                                      | 第22期加更版 鹭卓帮倒忙“逼疯”李耕耘 赵一博DIY育雏箱    |
| 第23期          | 再就业男团探班梦回快男 赵小童拜师赵一博学电焊   | 撑伞的人来了      | 再就业男团(蘇醒、王栎鑫、张远、王铮亮、陆虎)         |                                                        |
| 第24期          | 陈楚生蒋敦豪双冠军合唱 王栎鑫做大餐犒劳弟弟们   | 曾少年 正少年     | 再就业男团(陈楚生、蘇醒、王栎鑫、张远、王铮亮、陆虎) | 第24期加更版 再就业男团打卡发财门 陈少熙成后陡门高启强 |
| 第25期          | 十个勤天喜提营业执照 蒋敦豪定制工装霸总出街     | 十个勤天          |                                                      |                                                        |
| 第26期          | 邓超陈赫为十个勤天开业剪彩 蒋敦豪被羊踩脸       | 业已过半          | 邓超、陈赫                                           | 第26期加更版 赵一博羊棚踩空痛到麻木 猛男团撒肥料互卷   |
| 第27期          | 邓超陈赫带种地团进城 李耕耘计划解散基建组       | 成长的阵痛        | 邓超、陈赫                                           |                                                        |
| 第28期          | 杜海涛刘晓邑传授团队经验 蒋敦豪赵一博孵出鸡崽   | 让花成花 让树成树 | 杜海涛、刘晓邑                                       | 第28期加更版 虾王陈少熙开始养鱼 刘晓邑赵小童聊表演     |
| 第29期          | 陈少熙救狗摔进粪坑 猛男团深夜洒热血救包菜       | 做大做强          |                                                      |                                                        |
| 第30期          | 鹭卓卓沅忽悠伯远投资 小婉管乐探班种地团         | 田螺姑娘          | 伯远、黄雅莉、管乐、张小婉                           | 第30期加更版 玫瑰棚水管逼疯少年 蒋敦豪李耕耘淘汰鹭卓   |
| 第31期          | 蒋敦豪陪母羊生产落泪 十个勤天卖菇无人问津       | 第一桶金          |                                                      |                                                        |
| 第32期          | 蒋敦豪熬夜守护濒危羊崽 少年之家变疯狂动物城     | 一个晴天          | 徐晓梅(徐姐)、林泽宏(林医生)                         | 第32期加更版 蒋敦豪晋升专业奶爸 鹭卓卓沅种辣椒         |
| 第33期          | 周深看蒋敦豪助产超揪心 张绍刚送温暖停不下来     | 生生不息          | 张绍刚、周深                                         |                                                        |
| 第34期          | 蒋敦豪鹭卓后陡门语对话有毒 赵一博教卓沅电焊     | 往日事 今日毕     |                                                      | 第34期加更版 李耕耘做木筏爆笑翻车 鹭卓卓沅考试打赌     |
| 第35期          | 李昊开三轮撞倒电线杆 十个勤天解救蘑菇滞销危机   | 想致富 先找路     |                                                      |                                                        |
| 第36期          | 蒋敦豪穿蜜蜂服跳舞 十个勤天市集摆摊日入过万     | 今日上市          | 高校种地志愿者                                       | 第36期加更版 赵小童恶搞王一珩 李耕耘劝阻鹭卓吃药太好笑 |
| 第37期          | 李嘉维吴昕投资十个勤天 蒋敦豪钻研直播卖货       | 集众智而为        | 李嘉维、吴昕、陈若轩、周漩                           |                                                        |
| 第38期          | 蒋敦豪李昊直播卖笋主打浮夸 赵小童挖半米挖出笋王 | 好笋知时节        | 高校种地志愿者                                       | 第38期加更版 蒋敦豪赵一博正骨太荒谬 王一珩鹭卓爆笑理发 |
| 第39期          | 黄渤与十个勤天斗舞 李耕耘卓沅畅聊初恋爆猛料     | 青春少年事        | 黄渤、王迅、乔治、叶音                               |                                                        |
| 第40期          | 后陡门农家乐开业 陈少熙升级做养鱼大户           | 欢迎光临          |                                                      | 第40期加更版 蒋敦豪广告造型炸裂来袭 赵一博何浩楠卖鸡蛋 |
| 第41期          | 十个勤天通宵打包1000盆玫瑰 赵一博暖心安慰鹭卓   | 劳动最光荣        |                                                      |                                                        |
| 第42期          | 蒋敦豪何浩楠拉投资逆袭 鹭卓卓沅被黄鳝拿捏       | 后陡门的夏        |                                                      | 第42期加更版 李耕耘拯救断枝玫瑰 赵一博改名啾咪博       |
| 第43期          | 鹭卓卓沅卖2000斤生菜 李耕耘赵一博爆非主流黑历史 | 生意難做          |                                                      |                                                        |
| 第44期          | 十个勤天送别羊群 张绍刚直言蒋敦豪种地后情绪不稳 | 小夥伴再見        | 张绍刚、啜妮                                         | 第44期加更版 鹭卓为李耕耘定制乐谱离大谱 小童套路一珩   |
| 第45期          | 劉璇煮火鍋犒勞十個勤天 蔣敦豪李耕耘給晴天搭新家 | 一條船上的人      | 劉璇、張丹、閰安、林跃                               |                                                        |
| 第46期          | 蔣敦豪趙一博爆哭送別晴天 陳少熙蝦塘結業         | 晴轉陣雨          |                                                      | 第46期加更版 十個勤天和志願者比賽包玫瑰 陳少熙幹活出血 |
| 第47期          | 十個勤天旅行新蜜蜂搶蔣敦豪                      | 麥熟客至          |                                                      |                                                        |
| 第48期          | 十個勤天合唱《醒來吧少年》                      | 麥田相約          |                                                      | 第48期加更版 十個勤天合唱《雲煙成雨》                  |
| 第49期          | 十個勤天合唱《后陡門的夏》                      |                   |                                                      |                                                        |
| 第50期          | 十個勤天收割142畝小麥                           | 土地的答案        |                                                      | 第50期加更版 十個勤天參加龍舟賽                        |

### 第二季
| 十个勤天朋友们 (八个阴天) | 十个勤天朋友们 (八个阴天) |
| ------------------------- | ------------------------- |
| 蒋敦豪朋友 (旅行新蜜蜂）  | 周骏、苗一凡、吴健、童宇  |
| 李昊&何浩楠朋友           | 许钊豪                    |
| 赵小童朋友                | 王一凯（王总）            |
| 陈少熙朋友                | 秦舒欣                    |
| 王一珩朋友(MultiGame成员) | 樊博屿                    |

| 十个勤天的家人们 | 十个勤天的家人们       |
| ---------------- | ---------------------- |
| 蒋敦豪           | 妈妈                   |
| 赵一博           | 爸爸、妈妈             |
| 卓沅             | 爸爸、妈妈、妹妹       |
| 赵小童           | 爸爸、妈妈             |
| 何浩楠           | 爸爸、妈妈、姐姐、狗狗 |
| 陈少熙           | 妈妈、弟弟             |
| 王一珩           | 爸爸、妈妈             |

| 十个勤天的家人们 | 十个勤天的家人们       |
| ---------------- | ---------------------- |
| 蒋敦豪           | 妈妈                   |
| 李昊             | 经纪公司老板           |
| 赵一博           | 爸爸、妈妈             |
| 卓沅             | 爸爸、妈妈、妹妹       |
| 赵小童           | 爸爸、妈妈             |
| 何浩楠           | 爸爸、妈妈、姐姐、狗狗 |
| 陈少熙           | 妈妈、弟弟             |
| 王一珩           | 爸爸、妈妈             |

### 第三季
| 期數    | 節目標題                                                | 主題           | 嘉賓(种地助力团)                     | 備註                                            |
| ------- | ------------------------------------------------------- | -------------- | ------------------------------------ | ----------------------------------------------- |
| 第1期上 | 十个勤天5小时收166吨水稻 何浩楠挺直腰板进粮仓           | 第三个秋天     |                                      |                                                 |
| 第1期下 | 少年们考察青海囊谦大棚 鹭卓卓沅赵小童何浩楠王一珩跨火盆 |                |                                      |                                                 |
| 第2期上 | 雪地车神！何浩楠开车解救弟弟 赵小童抓鹅超神速           | 东北冬 漫山红  |                                      |                                                 |
| 第2期下 | 猛男零下29度打沙棘 鹭卓李昊雪地抱摔一秒认输             |                |                                      | 加更版第1期 广场上跳锅庄舞 陈少熙成“麦田真陪看” |
| 第3期上 | 王一珩陈少熙狂炫水饺 鹭卓打沙棘一棒打到卓沅             | 当打之年       |                                      |                                                 |
| 第3期下 | 赵小童陈少熙喝沙棘油酸懵 杜海涛疯狂投喂弟弟们           |                | 杜海涛、涛儿妈（杜海涛妈妈）         |                                                 |
| 第4期上 | 鹭卓跟着李嘉格吃林蛙 李昊跳疯奶牛版二人转笑疯           | 沙棘zào起来    | 杜海涛、涛儿妈（杜海涛妈妈）、李嘉格 |                                                 |
| 第4期下 | 何浩楠陈少熙变科学家？ 王一珩吃肥皂震惊赵小童           |                |                                      | 加更版第2期 李昊分房间整破防了 何浩楠突发鹅鹅疾 |
| 第5期上 | 何浩楠鹭卓给猪猪打针 王一珩卓沅四步研发沙棘皂           | 冬至两乡       |                                      |                                                 |
| 第5期下 | 赵小童在猪猪食堂当大厨 鹭卓吃猪饲料笑疯                 |                |                                      |                                                 |
| 第6期上 | 卓沅王一珩早市卖香皂 陈少熙铲屎驭猪有术                 | 村里升起新希望 |                                      |                                                 |
| 第6期下 | 鹭卓何浩楠看杀猪抱成一团！ 赵小童又解猪超丝滑           |                |                                      | 加更版第3期 赵小童做杀猪菜 鹭卓摇滚蒜泥秀才艺   |
| 第7期上 | 何浩楠赵小童挑不起猪草 李昊卖香皂火爆接单               |                |                                      |                                                 |
| 第7期下 | 十个勤天发起乡村合伙人计划 鹭卓卓沅拉投资               |                |                                      |                                                 |
| 第8期上 |                                                         |                |                                      |                                                 |
| 第8期下 |                                                         |                |                                      | 加更版第4期                                     |

## 节目原声

### 《种地吧》
| 曲序 | 曲目                     |              | 作曲 | 编曲         | 时长 |
| ---- | ------------------------ | ------------ | ---- | ------------ | ---- |
| 1.   | 《芽》（主题曲）         | 周洋曦       | 陆虎 | 刘少卿       | 4:10 |
| 2.   | 《醒来吧少年》（加油曲） | 陆虎、周洋曦 | 陆虎 | 闫泽欢、陆虎 | 3:06 |

## 其他

### 节目、活动参与
| 节目/活动                               | 播出平台                           | 日期                           | 详情                                                                 | 成员     |
| --------------------------------------- | ---------------------------------- | ------------------------------ | -------------------------------------------------------------------- | -------- |
| 第二十届《半夏的紀念》 大學生影像展晚會 | 中国传媒大学 官方微博直播          | 2023年6月8日                   | 影片推介人                                                           | 十個勤天 |
| 《2024年春节联欢晚会》                  | 中央广播电视总台 CCTV-1            | 2024年2月10日 (正月初一)       | 湖南长沙分会场                                                       | 十個勤天 |
| #种地吧一起种树吧#                      | 微博综艺及 《种地吧》 官方微博直播 | 植树节 2024年3月12日           | 十个勤天趁着农闲在腾格里沙漠栽种180,000棵梭梭树苗，占地亩数超500亩！ | 十個勤天 |
| 《2025年春节联欢晚会》                  | 中央广播电视总台CCTV-1             | 2025年1月28日 (十二月廿九除夕) | 北京主会场 开场视觉秀《迎福》                                        | 十個勤天 |

### 奖项纪录
| 日期           | 主题                                            | 结果                 | 获奖方           |
| -------------- | ----------------------------------------------- | -------------------- | ---------------- |
| 2023年6月22日  | 杭州西溪湿地龙舟赛                              | 亚军                 | 十个勤天         |
| 2023年6月23日  | 第28屆上海電視節白玉蘭獎                        | 最佳電視綜藝節目提名 | 《种地吧第一季》 |
| 2023年7月      | 国家广播电视总局 2023年第一季度优秀网络视听作品 | 网络综艺节目入围     | 《种地吧第一季》 |
| 2023年11月25日 | 2023愛奇藝尖叫之夜                              | 年度原創綜藝         | 《种地吧第一季》 |
| 2023年12月     | 第13届中国影视节目                              | 年度掌声综艺节目     | 《种地吧第一季》 |
| 2023年12月     | 金融点 全球商业创新大奖                         | 年度综艺银奖         | 《种地吧第一季》 |
| 2023年12月     | 新周刊2023中国视频榜                            | 年度治愈综艺         | 《种地吧第一季》 |
| 2023年12月     | 豆瓣2023                                        | 最受关注综艺 No.2    | 《种地吧第一季》 |
| 2023年         | 第19屆中美電視節"金天使獎"                      | 年度最佳文化综艺节目 | 《种地吧第一季》 |
| 2024年1月      | 2023微博之夜                                    | 年度综艺             | 《种地吧第一季》 |
| 2024年6月28日  | 第29届上海电视节白玉兰奖                        | 最佳電視綜藝節目提名 | 《种地吧第二季》 |
| 2024年9月      | 2024年中国—东盟视听国际传播推优活动             | 最佳案例             | 《种地吧》       |
| 2024年12月7日  | 2024爱奇艺尖叫之夜                              | 观众喜爱的综艺       | 《种地吧第二季》 |
| 2024年12月7日  | 2024爱奇艺尖叫之夜                              | 微博网友喜爱综艺     | 《种地吧第二季》 |

## 节目争议

### 种地吧第二季去旧换新
于第二季节目开播，并未出现赵一博身影，节目组被质疑打算换掉赵一博而加入新人参与第二季录制当中。
2024年6月6日，各大社媒突然爆出多条母带。其中一条为蒋敦豪与十个勤天其他成员聊天回应加新人的事件，视频中极力表示不愿意加入新人，尤其是在农地的所有的前期工作已基本完成的情况下。

### 种地吧第二季音乐节直播收费[15]
2023年6月6日，十个勤天举办了第一届种地吧感恩音乐会。于5月29日开票，票价为人民币0.01元，音乐会线上直播则是免费观看，音乐会于官方微博全程直播。十个勤天举办音乐会的主要目的是感恩且回馈“禾伙人”及各方的支持与帮助。
2024年6月6日，十个勤天举办了第二届麦田音乐会。此次音乐会线下免费观看，但线上则是需要收费。而线上直播仅在爱奇艺平台播放。这引起了相当大的争议，因为直播票价分别为爱奇艺VIP会员价人民币12元，非会员则是人民币24元。粉丝纷纷表示明明已经开了会员，却还要再另外被收费才能够观看直播，直言平台吃相非常难看。另外，粉丝表示这已经是违背了第一届音乐会所表示的感恩回馈的用意了。也有粉丝发现，第二届音乐会并没有“感恩”两字。

### 种地吧第二季母带事件
2024年6月6日，在发布票价后，爱奇艺及《种地吧》节目组纷纷被炮轰。突然，各大社交媒体开始流出多条母带，疑似为了转移粉丝对于票价的愤怒，但效果却不如预想，反而更过的人谴责爱奇艺及《种地吧》节目组。

### 种地吧第三季招募事件
节目组导演楊長岭于2024年第二季节目收官时，集中十个少年们宣布第三季人员自由度将更灵活，随后节目组发布了招聘启事，并同时出现在四川电影电视学院招生就业处的公众号中。结果因为疑似想加入新人而再次被网友谩骂。
随后，有人注意到《种地吧》节目组一开始在海外版标题为《种地101 爱豆就业转行专业农民》，节目组被质规避相关政策，回归“选秀”机制，而引发一系列讨论。
7月19日，官方微博发布招聘启事。
7月20日，官方微博发布并置顶回应。
7月22日，十个勤天大哥蒋敦豪发微博长文回应，之后其他九名小伙伴转发。
7月23日，《种地吧》总导演楊長岭转发蒋敦豪长文并道歉。
《种地吧》微博官方账号持续掉粉破百万。

### 种地吧第三季不加新人
十个勤天于2024年11月26日回到后陡门将地里的水稻收割，也预示着《种地吧》第三季即将开录。
2024年11月27日，《種地吧》官方微博进行了一场直播，而十个勤天多位成员在直播中为第三季的录制提出了请假请求。蒋敦豪、李耕耘、赵一博都将因个人的工作安排将暂时告别第三季的录制，李昊由于其他工作的冲突会请假一段时间的录制，而陈少熙因为养伤也将缺席一段时间。
《种地吧》总导演楊長岭在直播中表示节目第三季坚决不加新人，也支持所有人去追梦。

## 附錄

### 微博
- 种地吧的新浪微博
- 十个勤天的新浪微博

### 抖音
- 种地吧的抖音个人主页 （页面存档备份，存于）
- 十个勤天的抖音个人主页 （页面存档备份，存于）

### 爱奇艺iQIYI
- 《种地吧》爱奇艺专页
- 《种地吧第2季》爱奇艺专页
- 《种地吧第3季》爱奇艺专页

### Youtube
- YouTube上的《种地吧》正片播放列表
- YouTube上的《种地吧》每日直播播放列表
- YouTube上的《种地吧》成员vlog合集播放列表
- YouTube上的《种地吧》正片播放列表